# Ney González Sánchez

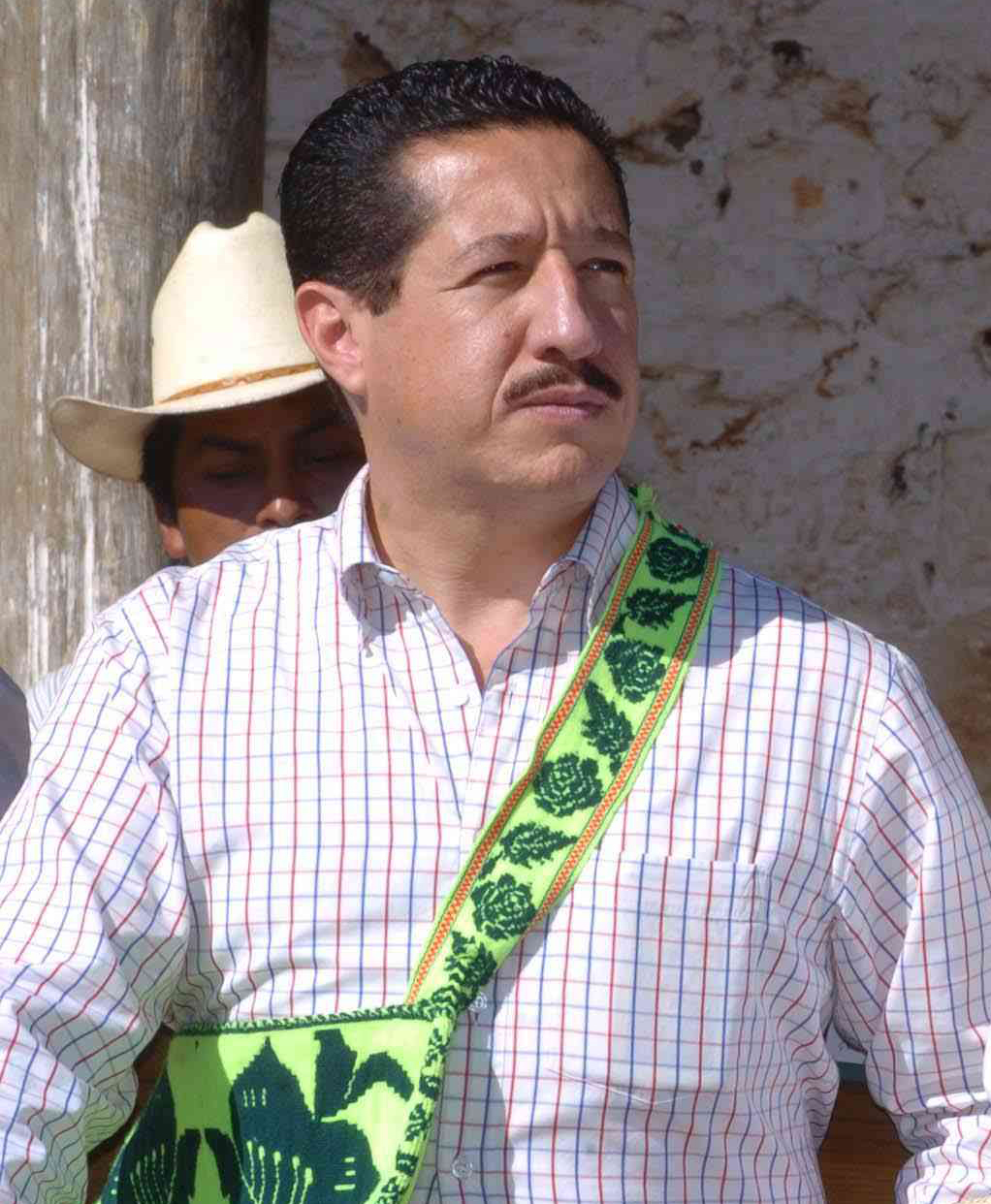

Ney González Sánchez (Guadalajara, Jalisco, 25 de janeiro de 1963) é um político mexicano. Foi governador do estado mexicano de Nayarit de 2005 a 2011   Ney González Sánchez é membro do Partido Revolucionário Institucional. .